# Estatuto de los Dieciséis
El Estatuto de los Dieciséis (en gallego: Estatuto dos dezaseis) fue un documento elaborado en 1979 por una comisión integrada por representantes de diferentes formaciones políticas con presencia en Galicia (España) y dentro del proceso preautonómico durante la Transición democrática. Se inició por la Asamblea Parlamentaria surgida de las primeras elecciones libres tras la dictadura franquista y con la Junta pre-autonómica presidida por Antonio Rosón Pérez. Con la propuesta resultante se buscaba dar forma jurídica como Comunidad autónoma a Galicia, conforme a lo previsto en el artículo 2º de la Constitución Española de 1978.

## Origen
Después de las primeras elecciones democráticas en 1977 tras dictadura franquista, los diputados al Congreso y senadores elegidos en las cuatro circunscripciones electorales gallegas (La Coruña, Lugo, Orense y Pontevedra) se constituyeron en Asamblea Parlamentaria y aprobaron un documento que buscaba establecer un régimen preautonómico.  La propuesta se negoció con el gobierno español, que aprobó el Real Decreto Ley 7/1978, con el que se aprobaba el régimen preautonómico para Galicia, desarrollado después por el Real Decreto 474/1978, de 18 de marzo.
En julio de 1978, se constituyó la Junta de Galicia de forma provisional, bajo la presidencia de Antonio Rosón Pérez, diputado de Unión de Centro Democrático (UCD). Con la constitución del órgano de gobierno, se hizo un llamamiento público a las asociaciones culturales, profesionales, sociales y económicas gallegas de manera que hicieran llegar sus contribuciones al nuevo proceso que se iniciaba. Asimismo, se solicitó a todas las fuerzas políticas que participasen en redactar un texto estatutario para Galicia sobre la base del material recibido.
Se constituyó una Comisión, integrada por dieciséis miembros, incluidos representantes de Unión de Centro Democrático (UCD), Alianza Popular (AP), Partido Socialista Obrero Español (PSOE), Partido Obreiro Galego, Partido Galeguista (PG), Partido do Traballo de Galicia y el Partido Comunista de España (PCE). Fueron sus miembros Manuel Reimóndez Portela (presidente), Pablo González Mariñas (vicepresidente), Lutgarda García Boente, Luis Cordeiro, Víctor Manuel Vázquez Portomeñe, Ramón Álvarez Cid, Juan Manuel Álvarez Ramos y Pablo Padín por UCD; Indalecio Tizón Covelo (vicepresidente) y José Luis Rodríguez Pardo por el PSOE; Francisco Puy Muñoz (secretario) y Manuel Vázquez Dios por AP; Anxo Guerreiro por el PCE; Luis Sobrado —al que sustituyó más tarde Xosé Manteiga Pedrares— por el Partido Galeguista, Camilo Nogueira por el POG y Fernando Solla por el PTG. La Comisión comenzó a trabajar el 10 de enero de 1979, días después de la entrada en vigor de la Constitución de 1978 y finalizó con un acuerdo unánime de todas las fuerzas políticas presentes en ella el 7 de abril del mismo año.
La Unión do Povo Galego (UPG), a través de la Asamblea Nacional-Popular de Galicia, y el Partido Socialista Galego (PSG), fundado por Xosé Manuel Beiras, defendieron lo que denominaban Bases constitucionais (bases constitucionales) para la creación de un Estado propio para Galicia, federado, que no reconocía el proceso de transición llevado a cabo. Al no ser aceptadas estas premisas por el resto de las partes, dichas formaciones decidieron no participar en el proyecto. Tampoco lo harían el Movimiento Comunista de Galicia ni la Liga Comunista Revolucionaria. El único dirigente de la izquierda nacionalista gallega que se incorporó fue Camilo Nogueira Román, del Partido Obreiro Galego (POG). Mientras, Manuel Fraga Iribarne, gallego, que encabezaba la dirección nacional de Alianza Popular, a pesar de sus reservas con el título VIII de la Constitución que estableció el régimen autonómico, quiso que su formación participase en la Comisión.

## Contenido
El documento apostaba por el máximo autogobierno dentro del marco constitucional, calificando a Galicia como nacionalidad histórica y que, por tanto, debía tramitar el Estatuto de Autonomía por la llamada vía rápida, la prevista en la Disposición transitoria segunda de la Constitución de 1978 para las nacionalidades que en el pasado hubiesen sometido a referéndum satisfactorio un régimen autonómico, como era el caso de Galicia que lo aprobó en 1936 y que la Guerra Civil truncó.
El gobierno y representación institucional se denominaría Junta de Galicia (en idioma gallego: Xunta de Galicia) recogiendo así la denominación histórica de Xunta do Reino de Galicia del Antiguo Régimen y la Xunta Suprema do Reino de Galicia de principios del siglo XIX. El idioma español y el gallego serían oficiales. Desde el punto de vista territorial, se mantenían las diputaciones, además de reconocerse las peculiaridades territoriales a través del reconocimiento de las comarcas y las parroquias. Un Tribunal Superior de Justicia sería la última instancia en materia de Derecho civil gallego y en los litigios contencioso-administrativos que aplicasen normativa gallega. Se fijaba una  cámara legislativa y de control del poder ejecutivo formada por un número de diputados entre 100 y 125. También se preveía la existencia de un banco público gallego.

## Tramitación
La ponencia y la asamblea parlamentaria gallega aceptaron la propuesta con modificaciones menores, y elevaron el texto para ser sometido a debate y votación como ley orgánica por las Cortes Generales. Fue en ese momento cuando se ofreció por la UCD un pacto al PSOE, que impulsaba el ministro de la Presidencia en el gabinete de Adolfo Suárez, Pérez Llorca, que pretendía reformar profundamente la propuesta, tanto en la ponencia como en la Comisión Constitucional del Congreso. Tras la aprobación de los estatutos de autonomía del País Vasco y Cataluña, se proponía una "racionalización" del estado autonómico, con recortes en el nivel de autogobierno para el estatuto de Galicia. Así, se quiso incorporar una Disposición transitoria tercera en la propuesta de Estatuto que permitía la delimitación por ley estatal de determinadas materias compartidas entre la administración autónomica y la central, así como la supresión de la iniciativa legislativa del Parlamento gallego en todas las competencias no exclusivas.
La situación provocó la resistencia a los cambios de significados parlamentarios y políticos de UCD como el propio Rosón, ya dimitido como Presidente de la Junta preautonómica, José Luis Meilán Gil líder del integrado Partido Galego Independente, Euloxio Gómez Franqueira —que después fundaría  Coalición Galega— o Pablo González Mariñas. Manuel Fraga, por su parte, abandonó la ponencia en el Congreso como protesta, declarando que, de aprobarse en esos nuevos términos el estatuto, «sería un estatuto de segunda división» y que eso ocurría «porque en Galicia no hay metralletas» (en alusión al terrorismo de Euskadi Ta Askatasuna (ETA) en el País Vasco y el resto de España). El Partido Galego se desvinculó del proceso y el POG realizó encierros con sus concejales, alcaldes y militantes en los concejos. Se produjeron varias y masivas manifestaciones en las calles de las principales ciudades gallegas en protesta por lo que se denominó «Estatuto da aldraxe» (Estatuto de la indignación). 
La reacción, sobre todo en el seno de UCD, partido que sustentaba al gobierno de Suárez, favoreció un pacto de urgencia al que se denominó «Pacto do Hostal» (Pacto del Hostal) firmado el 29 de septiembre. Para tratar este acuerdo se encontraron, entre otros, Manuel Iglesias Corral, José Luis Meilán Gil y Antonio Rosón Pérez, de UCD; Anxo Guerreiro y Emilio Pérez Touriño del PCE; Xosé Luís Barreiro Rivas y Luis Ortiz Álvarez de AP; Ceferino Díaz y Francisco González Amadiós por el PSOE y Avelino Pousa Antelo, Xaime Isla Couto, Alfonso Zulueta de Haz y Lus Sobrado por el PG. El nuevo acuerdo suprimió la propuesta de incorporar la discutida Disposición transitoria tercera aunque se hicieron algunas modificaciones menos drásticas sobre competencias en el articulado. El nuevo texto se remitió al Presidente del Congreso para que se incorporasen a los trabajos de la Comisión Constitucional y que, básicamente, constituye el Estatuto de Autonomía de Galicia.